# Zdzisław Grudzień

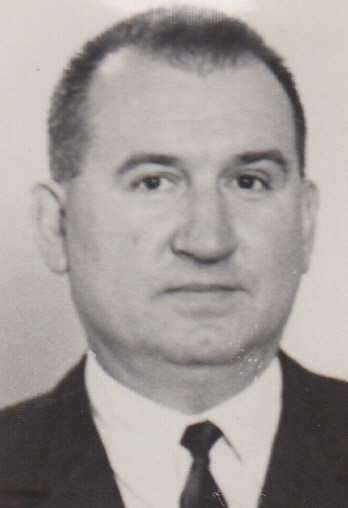
Zdzisław Grudzień

Zdzisław Grudzień (* 6. Oktober 1924 in Escaudain, Département Nord, Frankreich; † 30. Januar 1982 in Głębokie) war ein Politiker der Polnischen Vereinigten Arbeiterpartei (PZPR) in der Volksrepublik Polen, der unter anderem zwischen 1975 und 1980 Mitglied des Politbüros des Zentralkomitees (ZK) der PZPR war.

## Leben
Zdzisław Grudzień, Sohn von Stefan und Józefa, arbeitete vor dem Zweiten Weltkrieg als Bergmann in Belgien und Frankreich und trat 1942 der Kommunistischen Partei Frankreichs PCF (Parti communiste français) bei. Während des Krieges beteiligte er sich an der Widerstandsbewegung Résistance in Frankreich und war Mitorganisator des Polnischen Jugendverbandes „Grunwald“ (Związek Młodzieży Polskiej „Grunwald“). 1946 übersiedelte er in die neu gegründete Volksrepublik Polen und trat der Mitglied der Polnischen Arbeiterpartei PPR (Polska Partia Robotnicza) beziehungsweise der am 15. Dezember 1948 daraus hervorgegangenen Polnischen Vereinigten Arbeiterpartei PZPR (Polska Zjednoczona Partia Robotnicza) sowie dem Polnischen Jugendverband ZMP (Związek Młodzieży Polskiej) bei. Er war von 1949 bis 1950 Absolvent der Zentralen Parteihochschule „Julian Marchlewski“ und hatte nach 1957 wichtige Positionen im Parteikomitee der PZPR in Woiwodschaft Katowice inne. Er absolvierte zudem ein Studium der Metallurgie an der Akademie für Bergbau und Hüttenwesen in Krakau. 
Nachdem er zwischen dem 1. April 1957 und dem 22. Februar 1960 Leiter der Propagandaabteilung des Parteikomitees war, fungierte er vom 23. Februar 1960 bis zum 31. Januar 1964 als Propagandasekretär sowie daraufhin zwischen dem 1. Februar 1964 und dem 27. Dezember 1970 Sekretär für Organisationsangelegenheiten des PZPR-Komitees der Woiwodschaft Kattowitz. Zugleich wurde er auf dem IV. Parteitag (15.–20. Juni 1964) erstmals Mitglied des ZK der PZPR und gehörte diesem Gremium nach seinen Wiederwahlen auf dem V. Parteitag (11.–16. November 1968), dem VI. Parteitag (6.–11. Dezember 1971), dem VII. Parteitag (8.–12. Dezember 1975) und dem VIII. Parteitag (11.–15. Februar 1980) bis zum IX. außerordentlichen Parteitag (14.–20. Juli 1981) an. Daneben war er vom 24. Juni 1965 bis zum 30. Juli 1981 in der vierten bis achten Legislaturperiode Abgeordneter des Sejm. Während seiner Parlamentszugehörigkeit fungierte er vom 24. Juni 1965 bis zum 22. Dezember 1971 als stellvertretender Vorsitzender des Ausschusses für internationalen Handel sowie zwischen dem 28. März 1972 und dem 30. Juli 1981 als Vorsitzender des Ausschusses für Nationale Verteidigung.

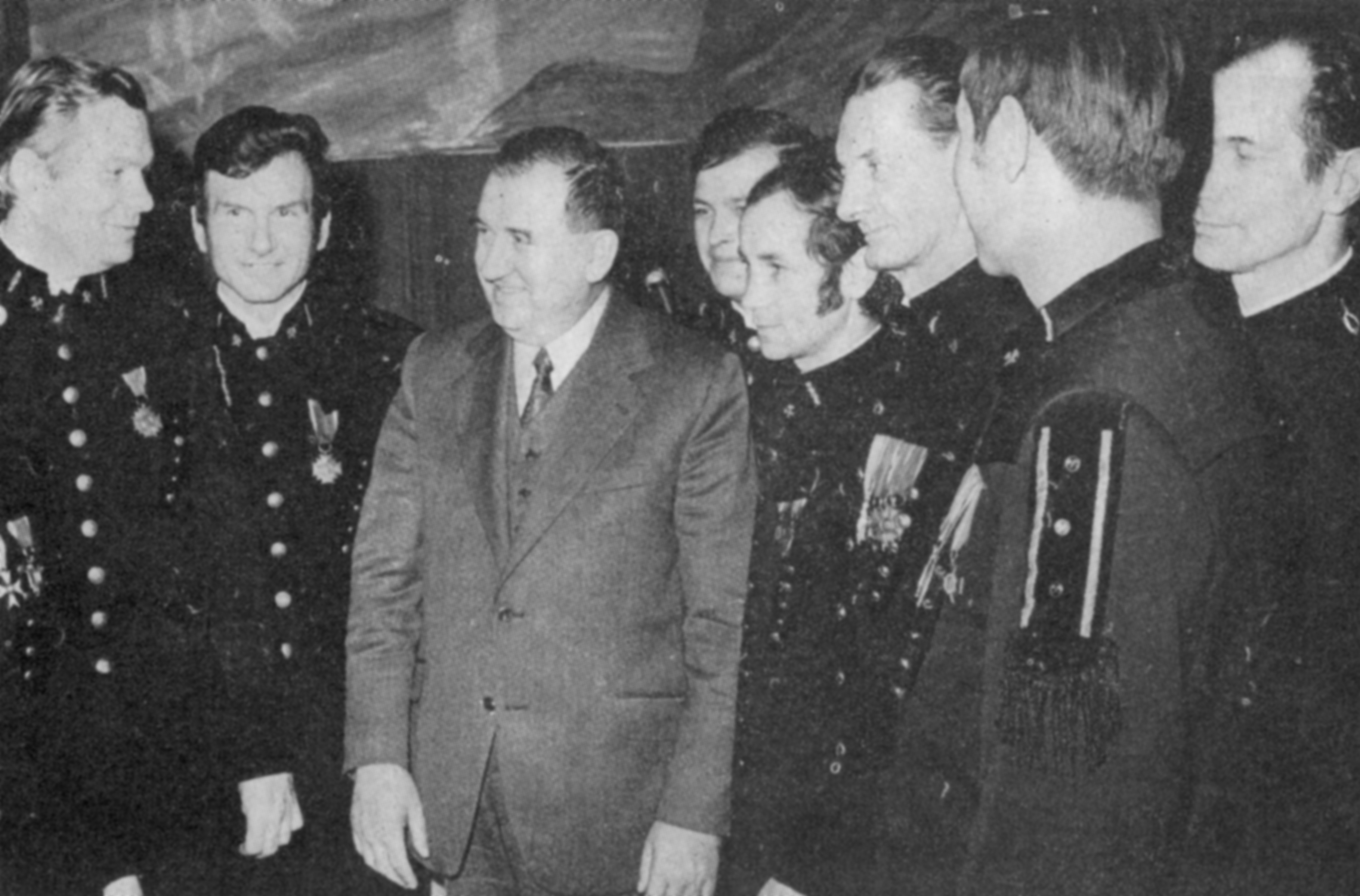
Grudzień im Gespräch mit Bergarbeitern im Bergwerk der Sosnowiec (1973)

Als Nachfolger von Edward Gierek übernahm Grudzień am 28. Dezember 1970 die Funktion als Erster Sekretär des Parteikomitees der Woiwodschaft Katowice und verblieb in dieser bis zum 19. September 1980, woraufhin der bisherige Erste Sekretär des PZPR-Komitees der Woidwodschaft Opole, Andrzej Żabiński, ihn ablöste. Nachdem er zwischen Dezember 1971 und Dezember 1975 stellvertretendes Mitglied des Politbüros des ZK der PZPR war, wurde er auf dem VII. Parteitag am 12. Dezember 1975 zum Mitglied des Politbüros gewählt und gehörte diesem obersten Führungsgremium der Partei bis zum 5./6. Oktober 1980 an.
Für seine Verdienste in der Volksrepublik Polen erhielt er 1974 den Orden der Erbauer Volkspolens, den 1964 Orden des Banners der Arbeit 1. und 2. Klasse, 1954 das Offizierskreuz des Ordens Polonia Restituta, das Partisanenkreuz sowie zahlreiche weitere in- und ausländische Auszeichnungen. Im Juni 1981 wurde er aus der Polnischen Vereinigten Arbeiterpartei (PZPR) ausgeschlossen und trat im darauffolgenden Monat von seinem Parlamentsmandat zurück. Im Juli 1981 wurde ihm vom Staatsrat der Volksrepublik Polen der Orden der Erbauer Volkspolens aberkannt. Nach der Verhängung des Kriegsrechts am am 13. Dezember 1981 wurde er zusammen mit Edward Gierek, Piotr Jaroszewicz. und anderen führenden Politikern der 1970er Jahre auf dem Truppenübungsplatz in Drawsko Pomorskie interniert. Er erkrankte dort und starb kurz darauf aufgrund mangelnder medizinischer Hilfe am 30. Januar 1982.